# 10 Anos de Sucesso - Ao Vivo
10 Anos de Sucesso é o sétimo álbum CD/DVD ao vivo da dupla sertaneja Marlon e Maicon gravado em São Paulo no ano de 2011 e lançada em 2012 pela gravadora Radar Records no DVD e Gravadora independente no CD. Este álbum é o primeiro DVD gravado pela dupla.
O novo trabalho de Marlon e Maicon retrata a trajetória ao logo de uma década, segundo a assessoria da dupla. Além do CD, os irmãos também lançam o primeiro videoclipe, que foi gravado em São Paulo, da música de trabalho "Doida Varrida".
No CD contém os sucessos "Doida Varrida" e "Por Te Amar Assim (Por Amarte Así)", entre outras canções. O DVD contém a famosa canção "Te Peço, Fica Comigo" como uma das três faixas a mais do CD.

## Faixas

### CD
1. Palco Dessa Vida
2. Beijinho Teu
3. Doida Varrida
4. Não é Mole Não
5. Tem Dó de Mim
6. Não Tem Nada a Ver
7. Chega de Pirraça
8. Pit Stop
9. Vai Que Cola
10. Carne de Pescoço
11. Vai Pra PQP
12. Te Levo Comigo Amor
13. Te Peço, Fica Comigo
14. Tá na Cara
15. Por Te Amar Assim
16. Tchau

### DVD
1. Palco Dessa Vida
2. Beijinho Teu
3. Não Tem Nada a Ver
4. Tem Dó de Mim
5. Doida Varrida
6. Não é Mole, Não
7. Carne de Pescoço
8. Vai Que Cola
9. Chega de Pirraça
10. Te Peço, Fica Comigo
11. Pit Stop
12. Tá na Cara
13. Medley: Voz e Violão - Eu Preciso Dizer Que Não/Rezo/Sem Palavras/Coração Aventureiro
14. Você Nasceu Pra Mim
15. Te Levo Comigo Amor
16. Tudo Me Lembra Você
17. Vai Pra PQP
18. Por Te Amar Assim
19. Tchau

## Ligação externa
- Página oficial - Marlon e Maicon